# Самборський Антон Васильович
Самборський Анто́н (Матітьягу) Васи́льович (20 червня 1991 — 24 липня 2024) — солдат ЗСУ, учасник російсько-української війни, син головного рабина Києва і України Моше Асмана.

## Життєпис
Народився Антон 20 червня 1991 в місті Київ. Мав базову середню освіту. Працював мерчендайзером відділу обслуговування ПраТ «ІДС». Чоловік був послідовником руху ХаБаД, найбільшої єврейської релігійної організації у світі, жив з вірою в серці.
В 10 років ливишся сиротою, втративши рідну матір, Антона забрала до себе старенька бабуся, що з часом фізично не мала змоги ним опікуватися і планувала віддати внука в інтернат. Завідувачка закладу розповіла важку історію цієї дитини ребецен Хані, дружині рабина Моше-Реувена Асмана. Вони з чоловіком прийняли рішення всиновити цього єврейського хлопчика. Рідним по крові дітям сказали, що Антон така сама дитина, як вони, і ставитись будуть з однаковою любов’ю.
У 2002 році у віці 11 років, був всиновлений сім'єю Асман. Його звали Антон Самборський, але йому дали єврейське ім'я Матітьягу (Мотя) на честь героїчного лідера повстання Маккавеїв проти імперії загарбників понад 2200 років тому – події, які лягли в основу свята Ханука
У 14 років мав вибір, залишитись з сім'єю рабина чи піти, пані Хана згадує:
|                                         | Для мене був дуже щасливий момент, коли він назвав мене МАМА. У нього був вибір у 14 років, залишитись з нами чи піти. І він залишився з мамою і татом. Сім’я у нас багатодітна і я дуже сподіваюсь, що ми були для нього хорошою родиною. |
| — Хана Асман, рабаніт Києва та України. | |

Через 10 років життя із батьками, вирішив жити самостійно. Він одружився в 2022 році, а в травні 2024 року у нього народилася донька Евеліна. Але через тиждень після народження дитини Мотю призвали до армії. Після швидкого курсу молодого бійця його одразу відправили на передову.
З початком повномасштабної війни боронив країну в складі територіальної оборони, 18 травня 2024 був переведений до 46-ї окремої аеромобільної бригади, де служив на посаді стрільця-помічника гранатометника 9-ї роти 3-го батальйону.
24 липня 2024 року після одного з боїв прийшло офіційне сповіщення дружині головного рабина Моше Асмана, тоді він повідомив, що його прийомний син зник безвісти. Ребе Моше Асман останній раз спілкувався з сином 17 липня.
Свій останній бій 33-річний воїн прийняв поблизу Георгіївки, Покровського району, Донецької області, де загинув внаслідок ворожого мінометного обстрілу 24 липня 2024 року.
12 вересня (9 елула за єврейським календарем) о 13.00 в Києві відбулось прощання із полеглим захисником Антоном (Матітьягу) Самборським, у Центральній синагозі Бродського.
Попрощатися з загиблим воїном окрім родини, побратимів, друзів та членів єврейської громади, прийшли посол Ізраїлю в Україні Михайло Бродський, юдейський капелан ЗСУ Давід Мільман, командувач медичними військами України, генерал-майор Анатолій Казмірчук, президент Єврейської Конфедерації України Борис Ложкін, керівниця патронатної служби «Янголи» Олена Толкачова, та інші.
|                                               | Матітьягу загинув за право України бути незалежною державою і право народу України робити власний вибір |
| — Михайло Бродський, Посол Ізраїлю в Україні. | |

У Антона-Моті лишилась дружина Інна, донька Евеліна, батькі, брати, сестри та близько 20 племінників.

## Нагороди та місце поховання
- За особисту мужність, виявлену у захисті державного суверенітету та територіальної цілісності України, самовіддане виконання військового обов'язку, відзначений — нагороджений Указом Президента України від 27 листопада 2024 року № 787[14][15], орденом «За мужність» ІІІ ступеню (посмертно).
- Посмертно нагороджений медаллю «Честь. Слава. Держава» від мера Києва Віталія Кличка.[16]

Поховали захисника за юдейськими традиціями на єврейському кладовищі села Барахти Київської області.

## Вшанування
Будівництво будинку на честь та в пам'ять про Матітьягу (Антона) Самборського, який стане втіленням та його продовження життя. Це місце, де пам'ять про сина, його мрії та дух житимуть у кожному камені, у кожному кроці тих, хто туди прийде. Дім Матітьягу буде зведений для тих, хто постраждав від цієї жахливої війни - для біженців, літніх людей, вдов, сиріт, усіх тих, кому Мотя завжди прагнув допомогти. Це місце стане не просто дахом над головою, а справжнім притулком для тих, хто втратив усе. Таким чином він продовжуватиме його справу - піклуватися про тих, хто цього потребує найбільше.

## Див.також
- Втрати 46-ї окремої аеромобільної бригади